# Sien (Alemanha)
Sien é um município da Alemanha localizado no distrito (Kreis ou Landkreis) de Birkenfeld, na associação municipal de Verbandsgemeinde Herrstein, no estado da Renânia-Palatinado.

## História

### Tempos celtas
Os primeiros vestígios de habitação no que hoje é a área municipal de Sien remontam muito antes da era cristã, testemunhando que existem dois extensos campos de túmulos. Existem centenas aqui, construídas pelos Tréveros, um povo de origem celta e germânica mista, de quem também deriva o nome latino da cidade de Trier, Augusta Treverorum. Entre os achados arqueológicos mais importantes desenterrados em um dos dois túmulos onde as escavações foram realizadas está um escavador de argila com bico de bico. Enterrados com príncipes celtas por volta de 400 a.C. (La Tène A) estavam jarros de bico de bronze etrusco, um luxo que poucos podiam pagar. Estes eram para servir aos celtas como vasos de vinho festivos, mesmo na vida após a morte. Os bens funerários dos túmulos das pessoas comuns, no entanto, eram coisas mais humildes, principalmente feitas de barro. Em nenhum lugar uma imitação de argila de um jarro etrusco de bronze foi desenterrada, o que foi um pouco contra as expectativas, até 1972. Naquele ano, em Sien, o túmulo de um guerreiro celta rendeu tal embarcação. O humilde oleiro não apenas copiou servilmente o modelo etrusco, mas também jogou a peça de 29 cm de altura em sua roda de tal forma que deu a ela uma forma artística completamente única. O original pode ser encontrado no Museu Estadual de Trier, enquanto réplicas estão em exibição no museu de história local em Birkenfeld e em Sien.

### Tempos romanos
Achados arqueológicos, dos quais houve muitos, também estabelecem que a área municipal de Sien foi colonizada na época romana (século 2 a 4 d.C.). O mais notável entre os achados desta época foi uma coluna bem preservada feita de arenito de cor clara. Presumivelmente, pertencia à villa pórtico de uma propriedade romana.
A coluna, desenterrada em 1973, foi esculpida em um único bloco de pedra (um monólito). Com o capitel e o ábaco, mede cerca de 2 m de altura. Ele afunila ligeiramente em direção ao topo e tem um diâmetro de aproximadamente 36 cm. A superfície da coluna é, dadas as características do arenito, áspera. Em dois lugares, logo acima da base e também logo abaixo do estiramento, há uma ranhura fina girada em um torno. No geral, pode ser um exemplo do estilo toscano.
A coluna pode ser encontrada hoje em dia sendo usada como suporte para o pequeno pórtico na entrada da igreja evangélica em Sien.

### Tempos francos
A vila de Sien de hoje foi fundada por colonos germânicos, ou seja, francos, que fizeram dela sua casa após a queda do Império Romano. Testemunhando isso está o próprio nome da aldeia, Sien, que provavelmente deriva da palavra do alto alemão antigo sinithi ("terra de pastagem").
Como a paróquia de Sien é considerada uma das mais antigas da região, a vila pode muito bem ter sido uma das primeiras fundações francas no período entre os séculos 6 e 10. Além disso, Sien era o centro de um distrito da alta corte, testemunhado já em 970, e um feudo concedido pelo imperador sálio aos emichones, condes gau no Nahegau, que mais tarde se autodenominaram Waldgraves e Raugraves.
O Nahegau foi dividido em zonas administrativas chamadas Hochgerichte ("tribunais superiores"). Aquele cuja sede era em Sien era chamado de Hochgericht auf der Heide ("Tribunal Superior da Charneca"). O Hochgericht compreendia uma vasta área (18 650 ha) entre o Nahe e o Glan, com 50 centros populacionais, embora alguns deles tenham desaparecido mais tarde. O tribunal era realizado pelo menos uma vez por ano na charneca perto de Sien (daí seu nome). O conde ou Schultheiß, como representante do rei, administrava a justiça junto com 14 Heideschöffen ("charneca Schöffen", ou, aproximadamente, "juristas leigos de charneca"). Hoje, os nomes cadastrais Königswäldchen ("Pequeno Bosque do Rei") e Galgenberg ("Montanha da Forca") lembram os antigos locais de execução.

### Idade Média
Em 1128, Sien teve sua primeira menção documental no chamado Documento de Adalberto, no qual diz que o arcebispo de Mainz Ruthard havia concedido ao Mosteiro de Disibodenberg - muito possivelmente como uma cobertura econômica - um Hufe de terra (isso era entre 30 e 60 Morgen, e um Morgen em si poderia ter entre 0,2 e 1 ha) em Sien ("... et in Sinede hubam").
Neste mesmo documento, o arcebispo homônimo de Mainz Adalberto (1109-1137) confirmou as doações de seu antecessor a Disibodenberg. A doação do Hufe de terra pode ter ocorrido por volta de 1108, pois foi então que o trabalho de construção de um novo mosteiro beneditino começou nas bifurcações do Nahe e Glan, depois que o antigo foi destruído no século 10 e abandonado pelos monges. O Documento de Adalberto é reproduzido no cartulário do Mosteiro de Disibodenberg, agora mantido no arquivo do estado em Darmstadt.
Ao longo da história, a vila foi conhecida como Sinede, Synede, Synde, Syende, Siende e Syne, entre outros nomes, antes de se estabelecer na forma atualmente habitual, Sien.
Divisões de herança e feudos levaram a uma fragmentação cada vez maior da propriedade anteriormente unificada dos condes gau. Assim, Sien passou por herança em 1112 para os condes de Veldenz, os sucessores dos emichones. A partir do século 13, a própria Sien foi dividida. Uma parte pertencia aos Waldgraves de Grumbach - e a partir de 1375 aos Waldgraves e Rhinegraves de Kyrburg - enquanto a outra parte era detida pelos Condes de Loon (um lugar hoje na Bélgica), que eram descendentes do Vögte e prefeitos da Fundação de Mainz, e, portanto, também possivelmente herdeiros da propriedade da igreja de Mainz em Sien.
Em 1325, os Condes de Loon, que no final do século XIII construíram um castelo com fosso em sua parte de Sien, enfeitaram o cavaleiro Kindel von Sien com o castelo e metade da vila de Sien, bem como com outras propriedades consideráveis. O pequeno castelo era conhecido em documentos como Festes hus ("casa firme"), mas apesar de toda a sua firmeza, em 28 de setembro de 1504, foi destruído na Guerra de Sucessão de Landshut e nunca foi restaurado. Tudo o que resta dele agora é o antigo poço do castelo. Há também uma placa memorial na Schloßstraße ("Rua do Castelo") na vila. Dois nomes cadastrais locais também lembram o antigo castelo: "Schlosswies" ("Castle Meadow") e "Am Weiher" ("At the Pond" - significando, é claro, o antigo fosso). A parte da área municipal onde o castelo ficava era oficialmente conhecida como Sienerhöfe ("Sien Estates"), mas nunca foi conhecida localmente como outra coisa senão Schloss ("Castelo") e, consequentemente, os habitantes eram chamados de Schlösser. Os condes, no entanto, cederam a soberania feudal sobre suas propriedades Sien em 1334 para os Waldgraves de Dhaun. O então conde de Loon e Chiny, Ludwig, emitiu um mandado liberando todos os seus vassalos e súditos que faziam parte do castelo de todo e qualquer dever e lealdade a ele, mas ao mesmo tempo, Ludwig lembrou-lhes que agora deviam ao seu novo suserano, o Waldgrave de Dhaun, Johannes, o mesmo que deviam ao seu antigo suserano. O mandado trazia o selo de Ludwig no verso.
Um documento de enfeoffment fornece informações sobre o feudo. Aparentemente, compreendia o castelo, metade da vila de Sien, metade da vila de Sienhoppstädten, os direitos senhoriais no que se referia à igreja e os dízimos de Sien, Sienhoppstädten, Schweinschied, Selbach, Reidenbach, Oberhachenbach e Niederhachenbach.
Em 1431, os Cavaleiros de Sien morreram na linha masculina. Schonetta von Siende, sobrinha do último senhor feudal cavaleiro, trouxe o feudo de Sien por casamento a Reinhard von Sickingen para os Lordes de Sickingen, cujo membro da família mais conhecido era seu neto, Franz von Sickingen. Schonetta von Siende foi a última da casa cavalheiresca de Sien. Seu primeiro casamento foi com o cavaleiro Hermann Boos von Waldeck, mas ele morreu jovem. Um filho que ela deu à luz nesta união herdou partes de Dickesbach e Schmidthachenbach do feudo de Sien. Schonetta casou-se com seu segundo marido em 1449 e lhe deu um filho, Schwicker von Sickingen, que mais tarde se tornou o pai de Franz von Sickingen. Schonetta morreu em 1 de janeiro de 1483 em Kreuznach. Na turbulência da Reforma, seus ossos foram transferidos de Kreuznach para Ebernburg, onde a família Sickingen manteve sua sede. Depois disso, no entanto, a trilha é perdida e o paradeiro dos ossos de Schonetta é agora desconhecido. Há, no entanto, ainda uma pedra em sua memória na igreja paroquial de Sien. Data de aproximadamente 1560.

### Era do Absolutismo
Em 1765, os Sickingens venderam suas propriedades em Sien para Johann XI Dominik Albert, príncipe em Salm-Kyrburg (conhecido como príncipe Dominik) e proprietário da outra metade de Sien, encerrando assim a era de dois senhores que mantinham a vila como um condomínio. Uma coisa que sobrou daquela época, porém, foi a divisão denominacional entre católicos e protestantes que surgiu das diferentes políticas dos dois senhores. Por outro lado, sob o governo iluminado do Príncipe Dominik, o comércio e o artesanato floresceram, o que era algo extremamente necessário. Quase desnecessários, porém, foram alguns dos eventos subsequentes, como a Peste, a Guerra dos Trinta Anos (1618-1648) e a Guerra dos Nove Anos (1688-1697; conhecida na Alemanha como Pfälzischer Erbfolgekrieg, ou Guerra da Sucessão Palatina), que devastou a terra e dizimou drasticamente a população local. De acordo com um memorando, em 1698, Sien compreendia não mais do que 15 casas.
O príncipe Dominik foi um dos governantes mais importantes entre os senhores de Salm, para quem o Oberamt de Kirn passou depois que a linhagem Waldgravial-Rhinegravial de Kyrburg morreu. Ele nasceu em 1708 em Mechelen, hoje na Bélgica, e apesar de ter ficado órfão aos oito anos de idade, este menino educado pelos jesuítas viveu o que era na época uma vida relativamente encantada como herdeiro das propriedades de Salm. A morte de seu pai, é claro, significou que ele herdou as propriedades de seu pai, o senhorio de Leuze no condado de Hainaut (hoje em dia principalmente na província belga de Hainaut, mas com partes no vizinho departamento francês de Nord). Assim, mesmo quando jovem, ele pôde desfrutar de uma vida despreocupada de lazer em Viena, ainda mais quando ele e seu irmão Philipp Joseph receberam o Oberamt de Kirn em 1743. Isso incluía o Schultheißerei de Sien, junto com metade da vila de mesmo nome.
Dois anos depois, os dois irmãos foram elevados ao status principesco. Dominik agora passou por uma mudança gradual em suas formas de pensar e em sua atitude em relação à vida, que foi ajudada por várias viagens educacionais, após o que ele mudou permanentemente de casa em 1763 para Kirn para que pudesse viver humildemente entre seus súditos. Como um príncipe iluminado, ele estava muito preocupado com o bem-estar deles e particularmente preocupado com sua educação e educação religiosa.
O príncipe Dominik construiu para si mesmo muitos monumentos duradouros, principalmente edifícios eclesiásticos. Em Sien, ele mandou demolir a velha igreja, que havia caído em desuso, em 1765, e no mesmo local, construiu uma nova igreja em estilo barroco simples e rústico com uma torre encimada por uma cúpula em forma de cebola. Hoje, esta é a igreja evangélica. No entanto, na época em que foi construído, o príncipe Dominik estipulou que deveria ser aberto para uso de católicos e protestantes, criando assim um simultaneum.
O pavilhão de caça em Sien, agora administrado como uma pousada, também é um dos projetos do príncipe Dominik. Em 1770, ele mandou construí-lo por seu mestre de obras, Johann Thomas Petri. Possui um risalto médio triaxial sob uma luz de pináculo triangular, um telhado de mansarda de ardósia e acima da porta um relevo de arenito do escultor Bernkastel Johann Philipp Maringer mostrando dois homens selvagens com o brasão de armas principesco.
Quando João XI Domingos Alberto, príncipe de Salm-Kyrburg, morreu em 2 de junho de 1778, houve grande e sincero luto. Seus restos mortais estão no caderno da Igreja Evangélica de Hahnenbach ("Igreja no Hahnenbach") em Kirn.

### Tempos modernos
A Revolução Francesa de 1789 marcou o fim do domínio principesco no pequeno Principado de Salm-Kyrburg, ao qual Sien pertencia. Os ideais de Liberté, égalité, fraternité foram trazidos para a terra territorialmente fragmentada da Alemanha pelas tropas revolucionárias francesas. Logo, la République française se estendia até a margem esquerda do Reno. Em 10 de março de 1798, o poste da liberdade foi colocado em Sien. Os sieners não eram mais servos, mas sim cidadãos franceses livres. As propriedades anteriormente detidas pelo último príncipe de Salm-Kyrburg, Frederico III, sobrinho do príncipe Dominik, que já havia sido condenado à morte na guilhotina em Paris em 1794, foram confiscadas e leiloadas pelo lance mais alto. Até mesmo o pavilhão de caça do Príncipe ganhou um novo dono sem título. Dezesseis anos duraram os tempos franceses (1798-1814), durante os quais Sien foi elevada a mairie ("prefeitura") para as aldeias vizinhas de Sienhachenbach, Oberreidenbach, Dickesbach, Kefersheim, Illgesheim, Hoppstädten, Oberjeckenbach e Unterjeckenbach.
As terras adquiridas pela França na margem esquerda do Reno foram subdivididas no modelo francês em departamentos, arrondissements e cantões. A Mairie de Sien pertencia ao Cantão de Grumbach, ao Arrondissement de Birkenfeld e ao Departamento de Sarre, cuja sede era em Trier.
Mesmo após a campanha alemã que pôs fim à Guerra da Sexta Coalizão nas Guerras Napoleônicas, Sien permaneceu como prefeitura no Principado de Lichtenberg, governado por Saxe-Coburgo, com sua capital em Sankt Wendel. Este arranjo territorial foi estabelecido no Congresso de Viena. Ele manteve o status quando os prussianos assumiram o controle em 1834. Na época de Saxe-Coburgo-Coburgo, e também na época da Prússia, a Bürgermeisterei ("Prefeito") de Sien compreendia Sien e Sienerhöfe (onde o castelo estava), Sienhachenbach, Schmidthachenbach, Mittelreidenbach, Oberreidenbach, Weierbach, Dickesbach, Zaubach, Kefersheim, Wickenhof, Ehlenbach, Wieselbach, Kirchenbollenbach, Mittelbollenbach e Nahbollenbach. Na época prussiana, o Amtshaus (centro administrativo do Amt) foi construído. Com os novos senhores, uma recuperação econômica gradual se instalou, atingindo um pico na segunda metade do século 19. Muitas casas de estilo urbano e a igreja católica neogótica, em cuja consagração em 1892 o simultaneum terminou, ainda testemunham a riqueza da época.
A pequena comunidade judaica de Sien também teve um apogeu no século 19, que encontrou expressão arquitetônica na sinagoga, construída por volta de 1845. Apesar do desenvolvimento econômico favorável, no entanto, muitos cercadores optaram por emigrar, com a maioria indo para os Estados Unidos.
A recuperação econômica trouxe consigo um boom de construção. Além das casas e da igreja católica mencionadas acima, a paróquia evangélica construiu uma nova escola em 1838 com seus próprios recursos financeiros. Uma escola católica se seguiu em 1868. Em 1871, Sien tinha cerca de 600 habitantes, dos quais cerca de 70 eram de origem judaica. Havia uma vasta gama de empresas de varejo, bem como quatro pousadas e uma cervejaria. Uma grande fábrica de tricô, uma olaria e uma construtora também se estabeleceram na aldeia. Uma gama completa de empresas de artesanato também estava disponível na época.
O final do século 19 e início do século 20 também viu melhorias na infraestrutura. As ruas eram de paralelepípedos e iluminadas por lanternas à noite, equipamentos modernos (para a época) de combate a incêndios foram garantidos, bem como uma debulhadora a vapor e uma tubulação de água foi construída.
No século 20, porém, Sien sofreu vários golpes infelizes. As ferrovias através dos vales Nahe e Glan contornaram a vila, despojando-a de seu status até então desfrutado como uma espécie de centro econômico. Isso, por sua vez, levou à perda da prefeitura, que teve que ser cedida a Weierbach em 1909. A mudança estrutural na agricultura e a expropriação de terras pelo Terceiro Reich para o novo campo de perfuração de tropas Baumholder em 1938, deslocando cerca de 4 000 pessoas e despojando Sien de grande parte de sua área municipal periférica, levou a uma perda adicional para a posição do município como uma força econômica e política localmente. Os mercados outrora bem frequentados realizados na aldeia morreram e o número da população começou a diminuir.
Em 1º de abril de 1939, Sienerhöfe, que até então era um município autoadministrado, foi amalgamado com Sien. 
No início do século 21, a crise econômica foi revertida um pouco com a localização de operações industriais modernas no município.

#### Comunidade judaica
Os primeiros registros escritos de uma presença judaica permanente em Sien remontam ao século 18. No Verzeichnis deren in dem hochfürstlichen salm-kyrburgischen Ort Syen unter hochfürstlichem Schutz wohnenden Juden ("Diretório dos Judeus que Vivem na Vila de Syen sob Alta Proteção Principesca"), datado de 28 de março de 1760, cinco chefes de família judeus são nomeados. Havia 42 habitantes judeus em 1808. Numericamente, o pico foi alcançado em 1852, quando havia 72 habitantes judeus registrados em Sien. Isso foi de uma população total de 530. Embora a população judaica tenha aumentado na primeira metade do século 19, na segunda metade ela encolheu. Essa tendência continuou após a virada do século. Havia 36 em 1895 e apenas 10 em 1925. Os últimos seis judeus de Sien foram deportados pelos nazistas em 1942 e assassinados no Holocausto.

Os judeus de Sien pertenciam principalmente a duas famílias, Rothschild e Schlachter. Com certeza, havia outros sobrenomes, mas esses dois predominavam. Recordar a antiga comunidade judaica e sua cultura hoje são muito poucas coisas. Entre eles estão o cemitério, um micvê e o livro de contabilidade de um comerciante de gado judeu.